# Paectes obrotunda
Paectes obrotunda är en fjärilsart som beskrevs av Achille Guenée 1852. Paectes obrotunda ingår i släktet Paectes och familjen nattflyn. Inga underarter finns listade i Catalogue of Life.

## Bildgalleri

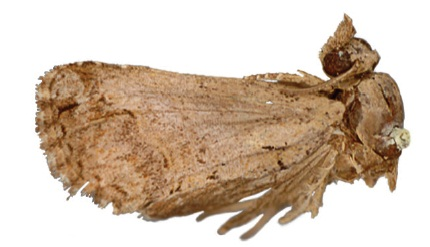
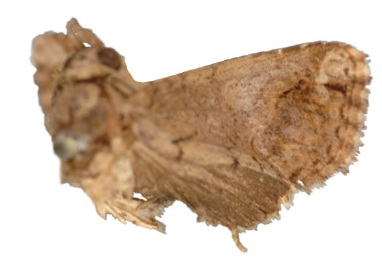